# Xanthopimpla brullei
Xanthopimpla brullei är en stekelart som beskrevs av Krieger 1899. Xanthopimpla brullei ingår i släktet Xanthopimpla och familjen brokparasitsteklar. Inga underarter finns listade i Catalogue of Life.